# 华中婆婆纳
华中婆婆纳（学名：Veronica henryi），为車前草科婆婆纳属下的一个植物种。